# حبیب‌الله معلمی
حبیب‌الله معلمی ( ۱۵ بهمن ۱۳۰۵، رامهرمز – ۴ تیر ۱۳۹۲، اهواز) شاعر ایرانی است. پدر وی آخوند نصیر در زمان رضاشاه معلم مکتب قرآن بود و به همین دلیل نام خانوادگی معلمی برای آنان انتخاب شد. دوران کودکی خود را در مکتب خانه پدر گذراند، مکتب خانه‌ای که توسط نیروهای حکومت پهلوی تعطیل شد. سپس تحصیلات خود را در مدرسه تا کلاس نهم ادامه داد. وی در محضر پدر و همچنین همنشینی با استادانی همچون سیدعلی بهبهانی از مجتهدان برجستهٔ رامهرمز با سیرهٔ اهل بیت و همچنین الفبای عروض و قافیه آشنا شد. از جوانی به سرودن پرداخت و از آغاز مداحی اهل بیت را جانمایهٔ اصلی شعرهای خود قرار داد. تشویق‌های یکی از دوستان پدرش که خود شاعری توانا بود به نام حاجی بابا اشتری لرکی زمینه را برای شکوفایی او فراهم ساخت.
وی در ۴ تیر ۱۳۹۲، در بیمارستان شرکت نفت اهواز درگذشت. پیکر وی در ۶ تیر ۱۳۹۲، در محوطه آرامگاه علی ابن مهزیار اهوازی به خاک سپرده شد.

## معلمی:فردوسی جنگ تحمیلی
معلمی در سال ۱۳۴۰ از رامهرمز به اهواز مهاجرت کرد. و در زمینی در کنار رود کارون و در کیانپارس کنونی کشاورزی می‌کرد. با آغاز جنگ در کنار حضور در اهواز به عنوان یکی از مهم‌ترین شهرهای جنگی ایران در فرصت‌های بسیاری همراه با فرزندانش در سنگرهای دفاع هم حضور داشت و همزمان به سرودن اشعار نیز می‌پرداخت

حبیب الله معلمی خود دربارهٔ سرودن اشعارش می‌گوید: 
در شب‌های عملیات نوحه‌ها تهیه می‌شدند و رمز عملیات در آنها گنجانیده می‌شد که بسیار هم مورد توجه قرار می‌گرفت؛ مثلاً در عملیات والفجر مقدماتی نیاز به نوحه‌ای بود که رمز عملیات آن «یا الله» بود. من در همان قرار گاه نشستم و بلافاصله شعر را سرودم. چند دقیقه بعد با حاج صادق تمرین کردیم و او هم آن را در همانجا خواند و فیلمبرداری شد و با اعلام عملیات، بلافاصله آن نوحه هم پخش شد
. 
پس از جنگ، بارها حبیب الله معلمی مورد ستایش سید علی خامنه‌ای قرار گرفت 

## سروده‌های مشهور معلمی
- ای لشکر صاحب زمان/آماده باش/آماده باش
- با نوای کاروان/بار بندید همرهان/این قافله عزم کرببلا دارد
- شور حسین است چه‌ها می‌کند
- این لشکر حق عازم کرببلاست امشب
- سوی دیار عاشقان رو به خدا می‌رویم
- بهر آزادی قدس از کربلا باید گذشت
- ای لشکر حسینی تا کربلا رسیدن یک یا حسین دیگر

یا

## کتاب‌ها
بیشتر اشعار معلمی در کتاب «خونین نامهٔ عاشقان حسین» در دو جلد و در زمان جنگ توسط انتشارات سپاه پاسداران چاپ و منتشر گردید. کتاب شعر «وادی عشق» نیز از کارهای اوست. همچنین از دیگر مجموعه اشعار این شاعر می‌توان به کتاب «شفق خونین» از انتشارات دارالهدی اشاره کرد.
بیشتر آثار وی در قالب چهارپاره است گرچه در غزل و مثنوی نیز طبع‌آزمایی نموده‌است.